# Туганбай
Туганба́й (каз. Туғанбай) — село у складі Талгарського району Алматинської області Казахстану. Входить до складу Нуринського сільського округу.
У радянські часи село називалось Фрунзе.
Населення — 1829 осіб (2021; 2275 у 2009, 2054 у 1999, 2273 у 1989).